# ルカ・シニョレッリ

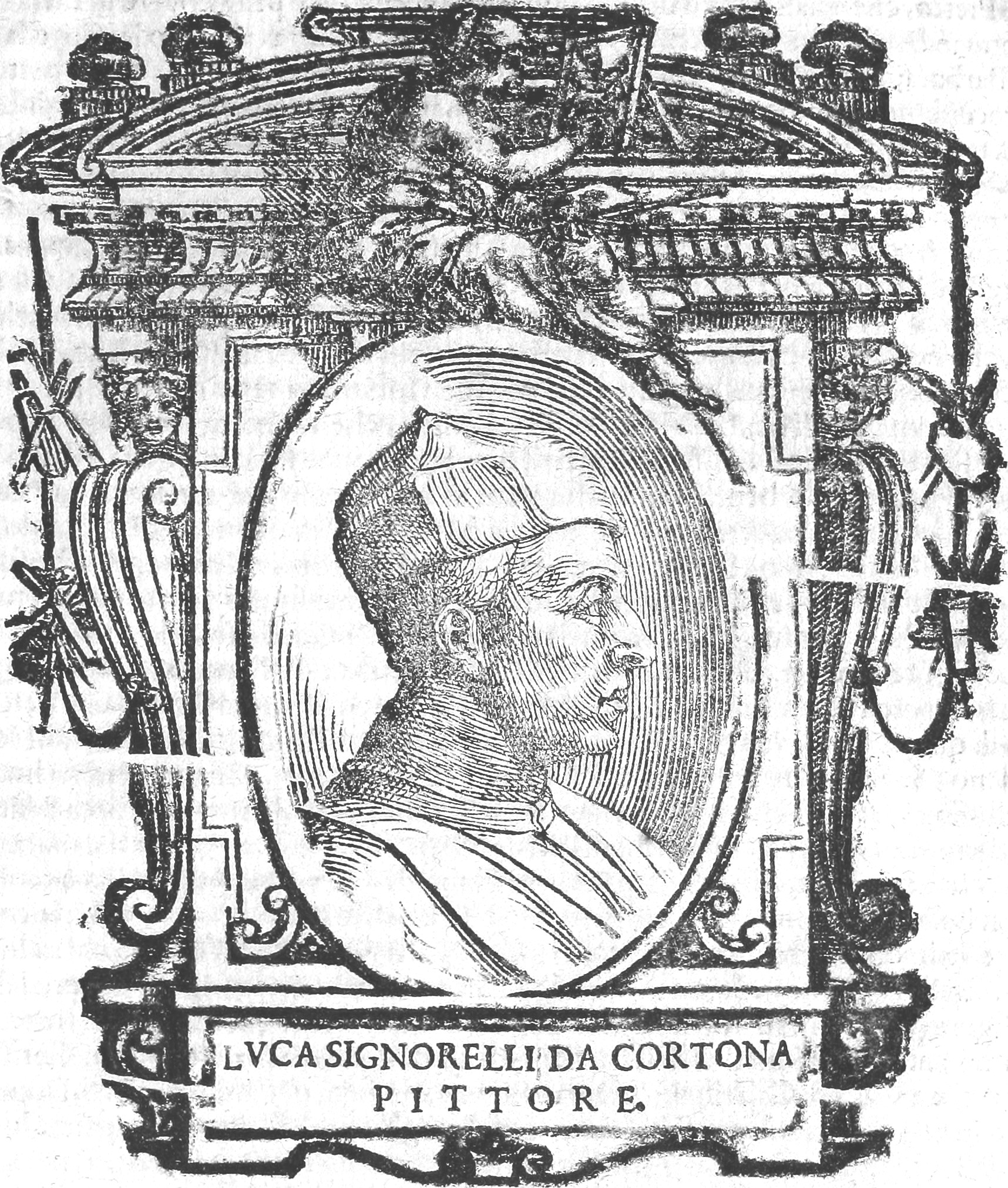
ルカ・シニョレッリ（ジョルジョ・ヴァザーリ著『画家・彫刻家・建築家列伝』より）

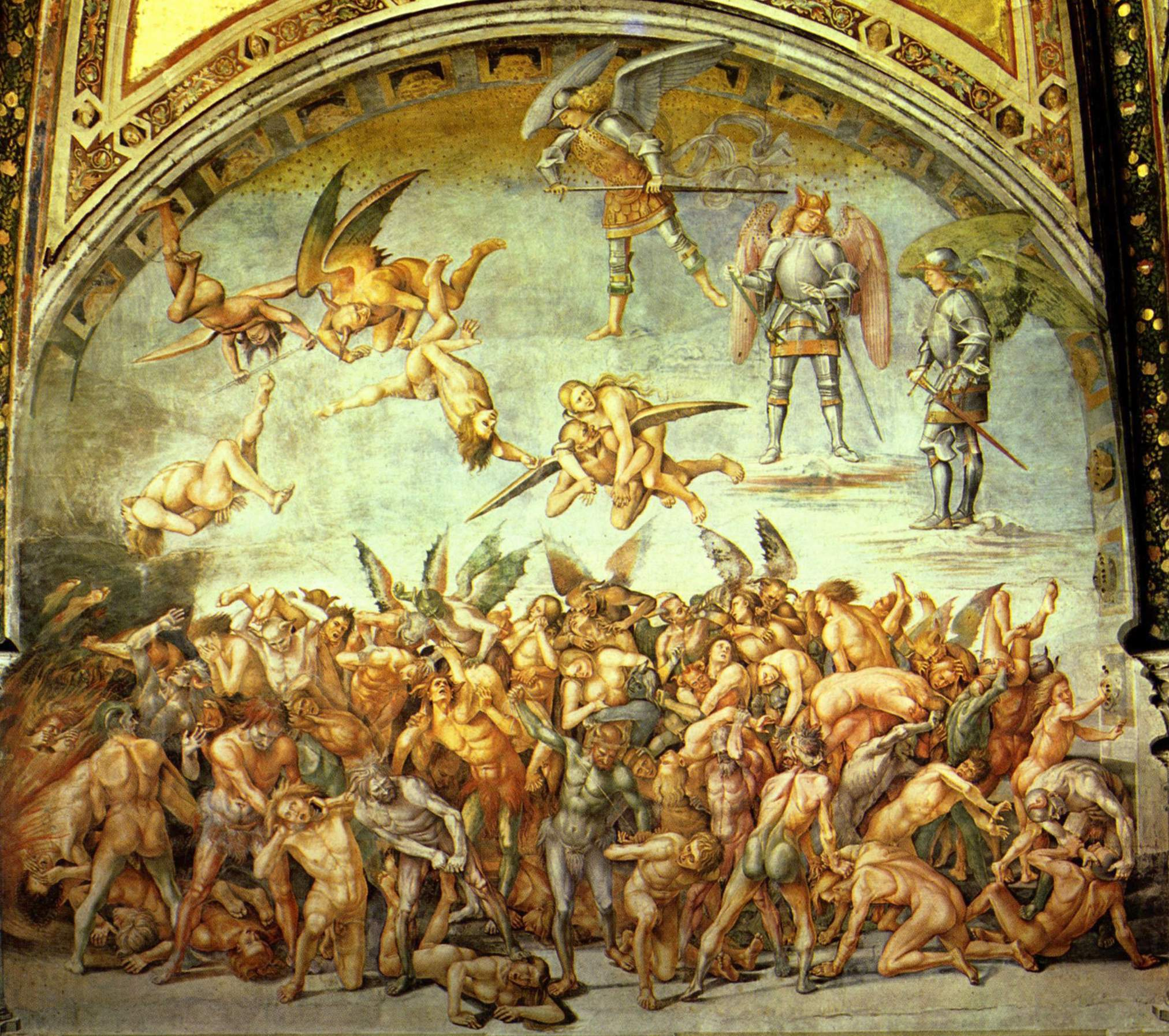
罪されし者を地獄へ追いやる天使 1500 - 04頃 オルヴィエート大聖堂 サン・ブリツィオ礼拝堂

ルカ・シニョレッリ（Luca Signorelli, 1450年頃 - 1523年10月16日）は、ルネサンス期のイタリアの画家。
コルトーナの出身で、師はピエロ・デラ・フランチェスカであるとされるが、画風は師の理知的で静けさに満ちた作風とは異なり、ダイナミックな線描と正確な人体表現が特色である。ボッティチェリ、ペルジーノらとともに、バチカンのシスティーナ礼拝堂の壁画装飾に携わっており、当代一流の画家とみなされていたことがわかる。
シニョレッリの裸体表現の彫刻的な力強さはミケランジェロの画風の先駆をなすものである。ヴァザーリ（画家・美術史家）によれば、ミケランジェロはシニョレッリの仕事をいつも賛嘆しており、ミケランジェロ自身の代表作「最後の審判」の制作にあたってシニョレッリの表現を参考にしたという。イタリア中部オルヴィエートの大聖堂にある「最後の審判」を題材とした壁画連作が代表的な仕事である。『男の肖像』 (ベルリン絵画館) のような肖像画も残している。

## 代表作
- 聖母子とイニューディ (1490年頃)（ウフィツィ美術館）
- 罪されし者を地獄へ追いやる天使（地獄）、蘇る死者（1500 - 1504頃）（オルヴィエート大聖堂 サン・ブリツィオ礼拝堂）[1]
- マグダラのマリアのいる磔刑（1500頃）（ウフィツィ美術館）
- 聖家族と聖カタリナ（1490年代）（フィレンツェ、ピッティ美術館）

## 日本語書籍
- 『シニョレッリ 神聖な構図と運動の表現 イタリア・ルネサンスの巨匠たち19』

アントーニオ・パオルッチ、芳野明訳 （東京書籍、1995年） 紹介の冊子